# Novara Hockey Club 1931
Questa voce raccoglie le informazioni riguardanti il Novara Hockey Club nelle competizioni ufficiali della stagione 1931.

## Maglia
| 1ª divisa |

## Organico

### Giocatori
| N° | Naz.              | Ruolo | Sportivo             |  |  |  |
| -- | ----------------- | ----- | -------------------- |  |  |  |
|    | Italia (bandiera) | E     | Francesco Cestagalli |  |  |  |
|    | Italia (bandiera) | E     | Carlo Ciocala        |  |  |  |
|    | Italia (bandiera) | P     | Alceo Concia         |  |  |  |
|    | Italia (bandiera) | E     | Piero Drisaldi       |  |  |  |
|    | Italia (bandiera) | E     | Luigi Gallina        |  |  |  |
|    | Italia (bandiera) | P     | Angelo Grassi        |  |  |  |
|    | Italia (bandiera) | E     | Fiorenzo Zavattaro   |  |  |  |

### Staff tecnico
- Allenatore:  Vittorio Masera